# Nevin Lawson
Nevin Lawson (Kingston, 23 aprile 1991) è un giocatore di football americano giamaicano che gioca nel ruolo di cornerback per i Las Vegas Raiders della National Football League (NFL). Fu scelto nel corso del quarto giro (133º assoluto) del Draft NFL 2014. Al college giocò a football alla Utah State University.

## Carriera professionistica

### Detroit Lions
Lawson fu scelto nel corso del quarto giro del Draft 2014 dai Detroit Lions. Debuttò come professionista subentrando nella vittoria della settimana 1 contro i New York Giants e mettendo a segno un tackle. Sette giorni dopo subì un infortunio al piede che gli fece perdere il resto della sua prima stagione.

## Statistiche
| Partite totali      | 2 |
| Partite da titolare | 0 |
| Tackle totali       | 1 |
| Sack fatti          | 0 |
| Intercetti          | 0 |

Statistiche aggiornate alla stagione 2014